# Ramón Gómez Ferrer
Ramón Gómez Ferrer (Valencia, 21 de diciembre de 1862 - ibídem, 11 de junio de 1924) fue un médico español, miembro de una familia procedente de Mora de Rubielos, que ocupó la cátedra de Pediatría de la Facultad de Medicina de Valencia durante 36 años.

## Biografía
Obtuvo la licenciatura de Medicina en la Universidad de Valencia, posteriormente fue nombrado profesor ayudante en la Universidad de Madrid para volver definitivamente a Valencia como catedrático de Pediatría en la Universidad de dicha ciudad. Ingresó como socio de número en la Real Academia de Medicina y fue nombrado Hijo predilecto de la Ciudad de Valencia.
Sus estudios más valiosos en su especialidad fueron dedicados a la poliomielitis, realizando una monografía titulada La Enfermedad de Heine-Medin.
Permaneció hasta su muerte comprometido con los problemas sociales, trabajando en cuestiones como los tribunales de menores y la educación de los niños sanos y enfermos, y siendo Vicepresidente de la Junta de Protección a la Infancia y Presidente del Tribunal para Niños. Durante la última década de su vida se esforzó en dos proyectos que no llegaron a realizarse: la fundación de un hospital infantil en su ciudad natal y de un instituto de "Nipiología", es decir, de estudio interdisciplinar de todas las cuestiones relativas a la primera infancia.

## Cronología
- 1862
  - Nace el día 21 de diciembre en Valencia.
- 1865
  - Comenzó a ir a la escuela.
- 1879
  - Ganó, por oposición, una plaza de alumno interno de la Facultad de Medicina
- 1882
  - Al finalizar el curso 1881-1882 obtenía con nota de sobresaliente el título de Licenciado en Medicina y Cirugía.
  - En el certamen de la Sociedad Escolar Médica ganó el premio ofrecido por el Dr. Campá a la mejor memoria sobre “Eclampsia puerperal”. Trabajo que llevaba por lema “Las dudas que aun existen sobre la patogenia de la eclampsia, acabará la ciencia por resolverlas. Los adelantos realizados hasta la fecha, nos hacen esperar que la deseada explicación no este muy lejos”.
  - Leyó en la conmemoración del quinto aniversario de la fundación de dicha Sociedad Escolar Médica de la que era Vicepresidente, el discurso reglamentario, desarrollando el tema: “ Consideraciones médico-sociales sobre prostitución “
- 1884
  - Obtiene el título de Doctor en Medicina con nota de sobresaliente. Tesis doctoral “La herencia orgánica desde el punto de vista de la higiene”.
- 1885
  - Médico agregado del Cuerpo Municipal de Sanidad. Epidemia de cólera (1885).
  - Socio honorario del Instituto Médico Valenciano, como premio a una memoria que presentó en el Certamen público celebrado por dicha Corporación, que versaba acerca de “La atrofia muscular progresiva y la parálisis gloso-labio-faríngea”.
- 1886
  - Oposita a Médico del Hospital Provincial (ganó la plaza con el n.º 2).
  - Es nombrado, por concurso, ayudante de Clínicas de la Facultad de Medicina de Madrid.
  - Los patronos del Asilo de San Juan Bautista le dieron la plaza de médico del Asilo de San Juan Bautista.
  - Desde 1886 a 1888 desempeñó el cargo de Ayudante de Clínicas en la Facultad de Medicina de la Universidad Central.
  - Opositó a la Cátedra de Patología Médica de Valladolid, (quedando en segundo lugar, obtuvo un voto para el primer lugar).
- 1888
  - Obtuvo por unanimidad, el número uno en las oposiciones que realizó a las Cátedras de Enfermedades de la Infancia vacantes en las Universidades de Barcelona, Valencia y Granada, (eligiendo la de su tierra natal, Valencia ). La de Granada es (obtenida por Andrés Martínez Vargas
- 1892
  - En el Congreso Pedagógico Hispano-Portugués-Americano reunido en Madrid actuó como representante de la Facultad de Medicina de Valencia.
  - El día 18 de diciembre ingreso en la Real Academia de Medicina de Valencia como académico de número, en la Sección de Cirugía. Su discurso de recepción trato sobre la ”Anestesia quirúrgica en los niños” Contestándole el doctor José María Machí.
- 1894
  - En el Congreso Médico Internacional de Roma también representó a la Facultad de Valencia. Presentó un curioso estudio sobre la “Talla de los niños”.
- 1895
  - En la Asamblea de Magisterio que se celebró en Universidad de Valencia en mayo obtuvo la Medalla de oro por su trabajo sobre Higiene escolar “Los aforismos de Higiene escolar”, obra que fue traducida por el profesor D. King y enviada al Primer Congreso Internacional de Higiene Escolar celebrado en Nürenberg en 1904.
  - Fue Presidente honorario del Congreso de Obstetricia, Ginecología y Pediatría celebrado en Burdeos.
- 1898
  - Fue Presidente honorario del Congreso de Obstetricia, Ginecología y Pediatría de Marsella. Presentó a este último un trabajo “Sur les varietés de fievre lente chez les enfants”. Que se imprimió en dicha ciudad en el año 1900.
  - Encargado del discurso de apertura de curso 1898-1899 en el Ateneo Científico de Valencia disertó acerca del tema “ Necesidad de implantar en España la Educación obligatoria de lo Niños”.
  - En el Congreso IX Internacional de Higiene y Demografía de Madrid fue Presidente honorario de la sección de Higiene infantil y escolar. Presentó 2 ponencias una sobre “La intervención del Estado en la educación de los niños” y otra sobre la “mortalidad de los niños en Valencia”.
- 1900
  - En el XIII Congreso Internacional de Medicina celebrado en París presentó un trabajo sobre el “Tratamiento de la parálisis diftérica” donde dio a conocer los éxitos obtenidos por el suero antidiftérico.
- 1901
  - Apertura de curso 1901-1902 de la Academia Médico Escolar, habló acerca del “Deber actual de los estudiantes españoles”.
- 1902
  - Hasta este año en que por Real decreto de 30 de septiembre se declaró la compatibilidad de los cargos de Catedrático de Medicina y Médico del Hospital Provincial no pudo desempeñar esta última plaza.
  - Fue Vicepresidente del Instituto Médico Valenciano. El 10 de mayo con motivo de la sesión pública con la que se celebraba el LXII aniversario de su fundación leyó un discurso que verso acerca del “Valor terapéutico del suero antidiftérico”.
  - Tomo parte en la Asamblea de Enseñanza Universitaria Nacional que se celebró en Valencia con motivo del IV Centenario de la fundación de la Universidad de Valencia.
  - Tomó parte en la Asamblea Pedagógica Regional de primera enseñanza, celebrada en octubre.
- 1903
  - Fue Presidente de honor de la Sección de Pediatría del Congreso XIV Internacional de Medicina de Madrid.
  - El 22 de diciembre le ofrecieron la dirección de la revista La Medicina Valenciana, tras la muerte de su fundador el Dr. D. Miguel Orellano.
- 1904
  - Desde enero estuvo al frente de La Medicina Valenciana como director.
  - El 30 de enero de leyó el discurso de la sesión inaugural de la Academia sobre “La alimentación de los niños de pecho”.
  - Contrae matrimonio en segundas nupcias con Clara Yagüe Frutos
- 1905
  - Fue Secretario Perpetuo durante el bienio 1905-1906 de la Real Academia de Medicina de Valencia.
- 1906
  - En el XV Congreso Internacional de Medicina celebrado en Lisboa presentó a la Sección VI los éxitos obtenidos por el suero antidiftérico, que fue el primero en aplicar a la curación de las parálisis diftéricas.
- 1908
  - Asistió al Congreso Antituberculoso de Zaragoza, siendo condecorado con la Medalla de los Sitios de Zaragoza por la labor en él realizada.
  - El 23 de febrero de se constituyó en Valencia la Junta Provincial de Protección a la Infancia y Represión de la Mendicidad de Valencia.
  - Fue profesor de la Institución libre para la enseñanza de la Mujer. Fue nombrado después Consiliario y como representante de aquella entró a formar parte de la Junta Provincial de Protección de la Infancia y Represión de la Mendicidad. Tomando posesión del cargo el 20 de marzo.
  - Apertura de curso 1908-1909 versaba sobre “ Notas sobre la educación física del escolar en su periodo universitario “
- 1910
  - Envió al Primer Congreso Internacional de la Tuberculosis de Barcelona una ponencia sobre “La educación de los niños tuberculosos”
  - Fue uno de los Presidentes de Cirugía General, Obstetricia y Pediatría en el II Congreso de la Asociación Española para el Progreso de las Ciencias celebrado en Valencia en mayo, en el que presentó una “Nota acerca del tratamiento del sarampión por el Nitrato potásico”. (El tratamiento por el nitrato potásico del sarampión había sido empleado por vez primera por el Dr. Claros y Pascual de Sueca quien lo comunicó al Dr. Gómez Ferrer, que hizo de él un acabado estudio).
- 1911
  - Reorganizada la Junta Provincial de Protección a la Infancia el 21 de febrero fue nombrado Presidente de la Sección 1ª, o sea de la de puericultura y primera infancia.
- 1912
  - Leyó el discurso de apertura del curso 1912-1913 de los estudios universitarios, que verso acerca del “Aprovechamiento de las energías mentales en España“.
- 1913
  - En el III Congreso español de Obstetricia, Ginecología y Pediatría celebrado en Valencia los días 20 al 25 de abril fue elegido Vicepresidente y presentó una extensa y documentada ponencia acerca de la “Parálisis espinal infantil: Etiología y Patogenia y distribución de la enfermedad en la región valenciana”. También presentó a dicho Congreso un “Caso de tétanos, tratado por el suero antitetánico”.
  - En el Congreso Internacional de Protección de la Infancia Bruselas del 23 al 26 de junio por unanimidad acordó la Junta suplicar al Dr. Gómez Ferrer aceptase la representación de la misma.
  - En sesión de 10 de septiembre de presentó a la Junta en pleno una moción para que solicitara al Ministerio correspondiente la presentación de un proyecto de ley sobre establecimiento en nuestro país de Tribunales para niños.
- 1914
  - Fue Presidente de la Sección de Puericultura del Primer Congreso Español de Pediatría celebrado en Palma de Mallorca los días 19 al 25 de abril, en el que pronunció una conferencia cuyo tema era “La finalidad que debe perseguirse en España en los Congresos de Pediatría que puedan celebrarse”.
- 1915
  - El 7 de mayo fue elegido, por el voto unánime de todos los señores Vocales que integraban la Junta Vicepresidente de la misma, pues la Presidencia la reservaba la Ley a los Gobernadores civiles, cuyo nombramiento le fue confirmado mediante Real Orden en 12 de junio de 1915 por el Excelentísimo Señor Ministro de la Gobernación.

- 1916

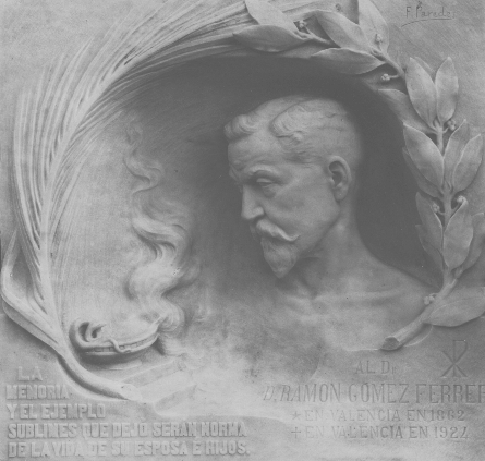
Lápida del nicho de la tumba de Gómez Ferrer que se encuentra en el cementerio de Valencia.

  - Perteneció a la Junta Provincial contra la Tuberculosis desde el 26 de junio de 1909 y a la Junta Provincial de Sanidad. A propuesta de la primera fue nombrado Director jefe del Sanatorio Marítimo Nacional Proyectado en la Malvarrosa (Valencia) por Real Orden de octubre de 1916.
  - Se reunió la Junta Provincial el 30 de septiembre bajo la presidencia del gobernador civil, acordando por unanimidad la propuesta para Director del antedicho Sanatorio.
- 1917
  - Fue nombrado Presidente de la Real Academia de Medicina de Valencia en diciembre.
- 1918
  - Asamblea Sanitaria Regional Levantina 12 al 17 de marzo, fue ponente del tema: “Reforma en la enseñanza de la Medicina“.
- 1920
  - Valencia le rindió Homenaje en vida el 16 de mayo, inaugurando a su memoria un monumento en la Glorieta, obra del escultor, profesor y académico de San Carlos, D. Francisco Paredes García, el mismo día que en el Paraninfo de la Universidad le entregaba la Corporación Municipal el Diploma de Hijo Predilecto de la Ciudad realizado en un pergamino obra del artista Luis Dubón.
- 1924
  - Falleció el 11 de junio en Valencia.

## Cargos y Títulos
- Presidente del Ateneo Científico.
- Presidente del Círculo Aragonés.
- Socio honorario del Ateneo de Alumnos Internos de Madrid y del Ateneo Albaceteño.
- Hijo Predilecto de Valencia.
- Decano de la Facultad de Medicina de Valencia.
- Médico del Hospital Provincial.
- Académico de número de la Real Academia de Medicina de Valencia. Ingreso el 18 de diciembre de 1892 en la Sección de Cirugía.
- Presidente de la Real Academia de Medicina de Valencia.
- Vicepresidente de la Junta Provincial de Protección de la infancia. La Presidencia se reservaba a los Gobernadores Civiles.
- Presidente del tribunal para Niños.
- Director del Sanatorio Marítimo Nacional de la Malvarrosa.
- Consejero de la Caja de Ahorros y Monte de Piedad.
- Condecorado con La Legión de Honor Francesa.
- Vicepresidente de la Sociedad Médico Escolar.
- Secretario perpetuo durante el binomio 1905-1906 de la Real Academia de Medicina de Valencia.
- Miembro de la Junta Provincial de Protección a la Infancia y Represión de la Mendicidad de Valencia.
- Profesor de la Institución para la Enseñanza de la Mujer.
- Nombrado Consiliario de la Junta Provincial de Protección de la Infancia y Repres. de la Men.
- Uno de los Presidentes de Cirugía General, Obstetricia y Pediatría en el II Congreso de la Asociación Española para el Progreso de las Ciencias celebrado en Valencia en mayo de 1910.
- Nombrado presidente de la sección 1ª, o sea de la de puericultura y primera infancia de la Junta Provincial de Protección a la Infancia el 21 de febrero de 1911.
- Vicepresidente del III Congreso español de Obstetricia, Ginecología y Pediatría celebrado en Valencia los días 20 al 25 de abril de 1913.
- Nombrado representante por la Junta de Protección al Congreso Internacional de Protección a la Infancia que se celebró en Bruselas del 23 al 26 de junio de 1913. Recibió un distintivo en dicho Congreso.
- Presidente de la Sección de Puericultura del Primer Congreso Español de Pediatría celebrado en Palma de Mallorca los días 19 al 25 de abril de 1914.
- Director Jefe del Sanatorio Marítimo Nacional de la Malvarrosa.
- Representante de la Facultad de Medicina de Valencia en el Congreso Pedagógico Hispano-Portugués-Americano reunido en Madrid en 1892.
- Representante de la Facultad de Medicina de Valencia en el Congreso Médico Internacional de Roma de 1894.
- Medalla de oro de la Asamblea de Magisterio que se celebró en la Universidad de Valencia en mayo de 1895 por su trabajo sobre higiene escolar “ Los aforismos de higiene escolar”.
- Presidente honorario del Congreso de Obstetricia, Ginecología y Pediatría celebrado en Burdeos en 1895.
- Presidente honorario del Congreso de Obstetricia Ginecología y Pediatría de Marsella en 1898
- Presidente honorario de la Sección de higiene infantil y escolar del Congreso IX Internacional de higiene y Demografía celebrado en Madrid en 1898.
- Vicepresidente del Instituto Médico Valenciano.
- Presidente de Honor de la Sección de Pediatría del Congreso XIV Internacional de Madrid celebrado en 1903.
- Director de la Revista La Medicina Valenciana desde 1904 hasta 1924.
- Condecorado con la Medalla de los Sitios de Zaragoza, cuando asistió al Congreso Antituberculoso celebrado en Zaragoza en 1908
- Coincidiendo con las celebraciones del 150 aniversario de su nacimiento el Ayuntamiento de Mora de Rubielos en pleno municipal, celebrado el 18 de abril de 2013, aprueba por unanimidad el nombramiento de Hijo Adoptivo de la Villa de Mora al Doctor Gómez Ferrer

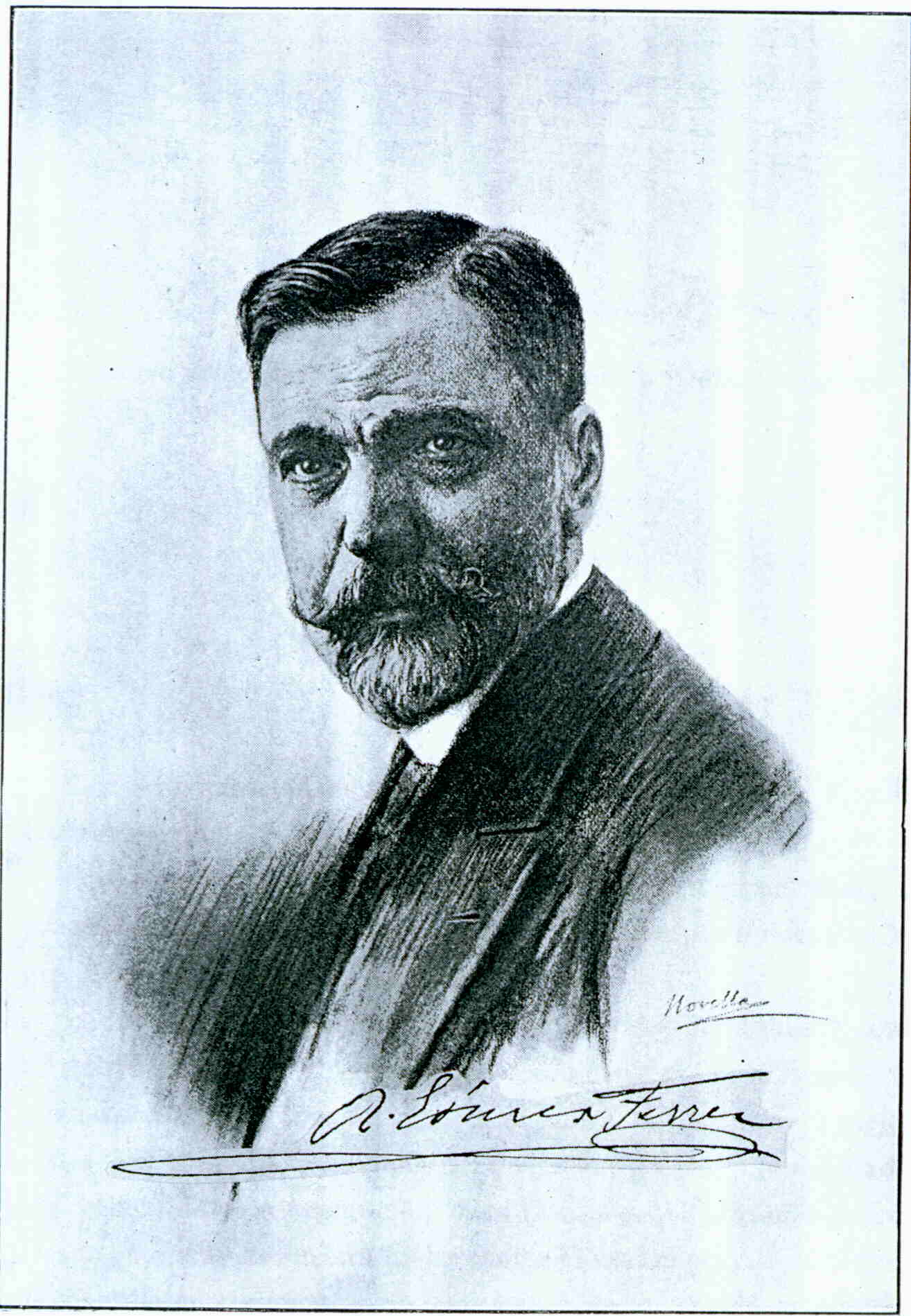
Retrato del Dr. Gómez Ferrer con su firma.

## Discursos, Ponencias, Memorias y otros Trabajos
- Eclampsia puerperal.- Trabajo premiado en el concurso de 1882 celebrado por la Sociedad Escolar Médica con una obra clásica de Obstetricia.
- Consideraciones médico-sociales sobre prostitución.- Discurso leído en la Sociedad Escolar Médica con motivo de la solemne sesión celebrada en conmemoración del V aniversario de su fundación el 6 de febrero de 1882, siendo Vicepresidente de la misma.
- La herencia orgánica desde el punto de vista higiénico.- Memoria del Doctorado (1884) publicada en La Crónica Médica (años 1884-1885), números 173 al 183.
- La Atrofia muscular progresiva y la parálisis gloso-labio-faríngea.- Memoria presentada en el Certamen público celebrado en 1885 por el Instituto Médico Valenciano, premiada con el título de socio honorario.
- La anestesia quirúrgica en los niños.- Discurso de su recepción en la Real Academia de Medicina de Valencia, el 18 de diciembre de 1892.
- Talla en los niños.- Comunicación al Congreso Médico Internacional de Roma (1894).
- Discurso de contestación al presentado por el Dr. D. Juan Bartual a la Real Academia de Medicina de Valencia, como miembro electo de la misma (1894).
- Higiene escolar.- Memoria premiada con medalla de oro en el Certamen organizado con motivo de la Asamblea del Magisterio y Exposición Escolar. Valencia, 1895.
- Necesidad de implantar en España la educación obligatoria de los niños.- Discurso leído en el Ateneo de Valencia con motivo de la apertura del curso de 1898-1899, siendo Vicepresidente del mismo.
- Intervención del Estado en la educación de los niños.- Comunicación al Congreso IX Internacional de Higiene y Demografía, 1898.
- La mortalidad de los niños en Valencia.- Id., íd.
- Sobre las variedades de fiebre lenta en los niños.- Congreso periódico de Ginecología, obstetricia y Pediatría. Marsella, 1900.
- Valor terapéutico del suero antidiftérico.- Discurso leído el 10 de mayo de 1902 en la sesión pública, Aniversario LXII de la fundación del Instituto Médico Valenciano.
- ¿Qué debe hacer el estudiante en bien de la nación?- Discurso leído en la sesión inaugural del curso 1901-1902 de la Academia Médico-Escolar.
- Notas sobre la educación física del escolar en el período universitario.- Discurso leído en la solemne sesión de apertura del curso 1908-1909 de la Academia Médico-Escolar.
- Discurso de contestación al presentado por el Dr. D. Antonio Casanova y Ciurana en la Real Academia de Medicina de Valencia en 1909.
- Memoria leída en la sesión inaugural de la R. A. de Medicina de Valencia, como Secretario de la misma (1906).
- La alimentación de los niños de pecho.- Discurso inaugural en la Real Academia de Medicina (1904), publicado en LA MEDICINA VALENCIANA, números 39, 40 y 45.
- Tratamiento del sarampión por el nitrato potásico.- Asociación Española para el Progreso de las Ciencias: Congreso de Valencia (mayo de 1910).
- Parálisis espinal infantil; distribución de la enfermedad en la Región Valenciana.- Id., íd.
- Aprovechamiento de las energías mentales en España.- Discurso leído en la solemne inauguración de curso de la Universidad Literaria de Valencia, 1912-1913.
- Unión.- Discurso inaugural de la Asamblea Sanitaria Regional Valenciana, marzo de 1918.
- Reformas en la enseñanza de la Medicina.- Ponencia presentada a la misma asamblea.
- Publicaciones en la Prensa Médica:
  - Caso raro de flegmón profundo en el cuello.- La Crónica Médica (1884), números 158, 162 y163.
  - Contribución al estudio terapéutico del cloral.- La Crónica Médica, julio de 1889.
  - Clínica y laboratorio.- La Crónica Médica, marzo de 1890.
  - Recuerdo de dos agentes considerados como microbicidas del spirillum del cólera.- La Crónica Médica, septiembre de 1890.
  - El corazón en la grippe de los niños.- LA MEDICINA VALENCIANA, febrero de 1904.
  - La hemeralogía tratada por hígado de animales.- LA MEDICINA VALENCIANA, noviembre de 1904.
  - La pulmonía vera en los niños.- LA MEDICINA VALENCIANA, enero, febrero de 1905
  - Tratamiento de las parálisis diftéricas por el suero antidiftérico.- LA MEDICINA VALENCIANA, junio, julio y diciembre de 1905 y julio de 1906.
  - Contribución al estudio de la grippe en los niños.- LA MEDICINA VALENCIANA, abril de 1906.
  - Dos casos de parálisis diftérica tratados por suero antidiftérico.- LA MEDICINA VALENCIANA, mayo de 1906.
  - Un caso de tétanos tratado por dosis elevadas de suero antitetánico.- LA MEDICINA VALENCIANA, mayo de 1907.
  - Cuerpo extraño en la rodilla.- LA MEDICINA VALENCIANA, septiembre de 1907.
  - El signo de Groco en los derrame pleuríticos.- LA MEDICINA VALENCIANA, agosto de 1907.
  - El riñón y la grippe en los niños.- LA MEDICINA VALENCIANA, 1908, número 86.
  - Oclusión intestinal, meningitis y meningismo.- LA MEDICINA VALENCIANA, 1908, números 94 y 96.
  - Contribución al estudio de las enfermedades pneumoccócicas.- LA MEDICINA VALENCIANA, 1909, número 100.
  - Etiología, patogenia y tratamiento del raquitismo.- LA MEDICINA VALENCIANA, 1909, número 103.
  - Coriza en los niños. La morfina en los niños. Tratamiento de la tos ferina por la morfina.- (notas bibliográficas comentadas). LA MEDICINA VALENCIANA, 1909, número 104.
  - El garrotillo en valencia durante los últimos meses.- LA MEDICINA VALENCIANA, 1909, número 104.
  - La centinodia en el tratamiento de algunas cistitis.- LA MEDICINA VALENCIANA, 1910, número 112.
  - El llanto continuo en los niños de pecho como síntoma de la heredosífilis. La boca del niño como puerta de entrada del bacilo de Koch.- (notas bibliográficas comentadas), LA MEDICINA VALENCIANA, 1910, número 112.
  - Estriación fibrilar nacarada en la cara palmar de los dedos en los niños heredo-sifilíticos.- LA MEDICINA VALENCIANA, 1910, número 112.
  - Nota acerca del tratamiento del sarampión por el nitrato potásico.- LA MEDICINA VALENCIANA, 1910, número 116.
  - La educación de los niños tuberculosos.- (Ponencia al primer Congreso internacional de Tuberculosis).- LA MEDICINA VALENCIANA, 1910, número 118.
  - La enfermedad de Heine-Medin (parálisis infantil).- LA MEDICINA VALENCIANA, 1911, números 123 y124.
  - La Colonia Escolar de Buñol.- LA MEDICINA VALENCIANA, 1912, número 140.
  - Cuerpos extraños en el esófago del niño.- LA MEDICINA VALENCIANA, 1914, número 163.
  - Utilidad del empleo del suero antimeningoccócico en el tratamiento de la meningitis.- LA MEDICINA VALENCIANA, 1914, número 167.
  - Algo acerca de la poliomielitis infantil.- LA MEDICINA VALENCIANA, 1914, número 167.
  - Sobre vacunoterapia antitífica en los niños.- LA MEDICINA VALENCIANA, 1916, número 180.
  - La Línea Muscular Maligna de Martín de Pedro.- LA MEDICINA VALENCIANA, 1916, número 187.
  - Accidentes de la dentición.- «nipiología», 1916, número 4 (Escrito expresamente para esta Revista, que dirige en Nápoles el eminente profesor Cacace, quien correspondió a esta deferencia del autor haciendo una tirada especial).
  - Otras publicaciones:
    - Cólera morbo-asiático.- Capítulo del «Tratado enciclopédico de Pediatría», publicado bajo la dirección de los profesores M. Pfaundler y A Schlossmann; edición española, t. II.
    - Carbuncosis.- Otro capítulo de la misma obra.
    - El Congreso antituberculoso de París.- LA MEDICINA VALENCIANA, octubre y noviembre de 1905.
    - El Congreso Internacional de Protección a la Infancia, de Bruselas. Noticias e impresiones.- junio 23-26 de 1913 (folleto)

  - Necrologías:
    - Nueva época. A la memoria de D. Miguel Orellano.- Publicado en LA MEDICINA VALENCIANA (enero de 1904), al encargarse de la dirección de esta Revista.
    - El Dr. D. Mauro Comín y Guillén.- LA MEDICINA VALENCIANA, enero de 1908.
    - El Dr. D. José Corzanego y Mandía.- LA MEDICINA VALENCIANA, julio de 1912.
    - El Dr. Vicente Cubells.- LA MEDICINA VALENCIANA, septiembre de 1914.
    - El Dr. Moliner.- LA MEDICINA VALENCIANA, febrero de 1915.
    - El Dr. D. Manuel Lassala.- LA MEDICINA VALENCIANA, mayo de 1915.

  - Notas bibliográficas:
    - De la edición española de la obra de Comby: «Tratado de Enfermedades de la Infancia».- LA MEDICINA VALENCIANA, noviembre de 1914.
    - De la obra del Dr. Rodríguez Menéndez: «Apuntes de medicamentos».- LA MEDICINA VALENCIANA, marzo de 1902.
    - De la obra del Dr. Rodríguez Menéndez: «Misión social de la Medicina y del Médico».- LA MEDICINA VALENCIANA, junio de 1911.
    - El problema de la primera enseñanza en Valencia, según el Dr. D. Jesús Bartrina.- LA MEDICINA VALENCIANA, enero de 1913.
    - La propaganda antimalárica en Nápoles y el profesor Ernesto Cacace.- LA MEDICINA VALENCIANA, noviembre de 1914.
    - Un hospital de niños para Valencia.- LA MEDICINA VALENCIANA, noviembre de 1914.
    - Finalidad que debe perseguirse en España en los Congresos de Pediatría que puedan celebrarse.- Conferencia dada en el Primer Congreso Español de Pediatría celebrado en Palma de Mallorca (abril de 1914). Extracto publicado en LA MEDICINA VALENCIANA, junio, 114.
    - ¿Debe disminuirse el número de médicos?.- LA MEDICINA VALENCIANA, marzo de 1915.
    - Nuevo edificio para las Facultades de Medicina y Ciencias.- LA MEDICINA VALENCIANA, julio de 1915.
    - Cuestión terminada.- (Por mediación del autor en la suscitada entre los Dres. Ferrán y Pérez Fuster, con motivo de un informe de este último acerca del tratamiento de la rabia).- LA MEDICINA VALENCIANA, octubre de 1915.
    - Pro infantia. Tribunales para niños.- LA MEDICINA VALENCIANA, febrero de 1917.
    - Despoblación y guerra.- LA MEDICINA VALENCIANA, junio de 1917
    - Además, tradujo y anotó el capítulo de «FIEBRES ERUPTIVAS» que Luis Guinon escribió para el Tratado de Medicina, publicado en francés bajo la dirección de Charcot y Bouchard, traducido y editado bajo la dirección de D. Rafael Olecia, en 1892.

## Calles, Avenidas, Plazas y Parques
- Calles:

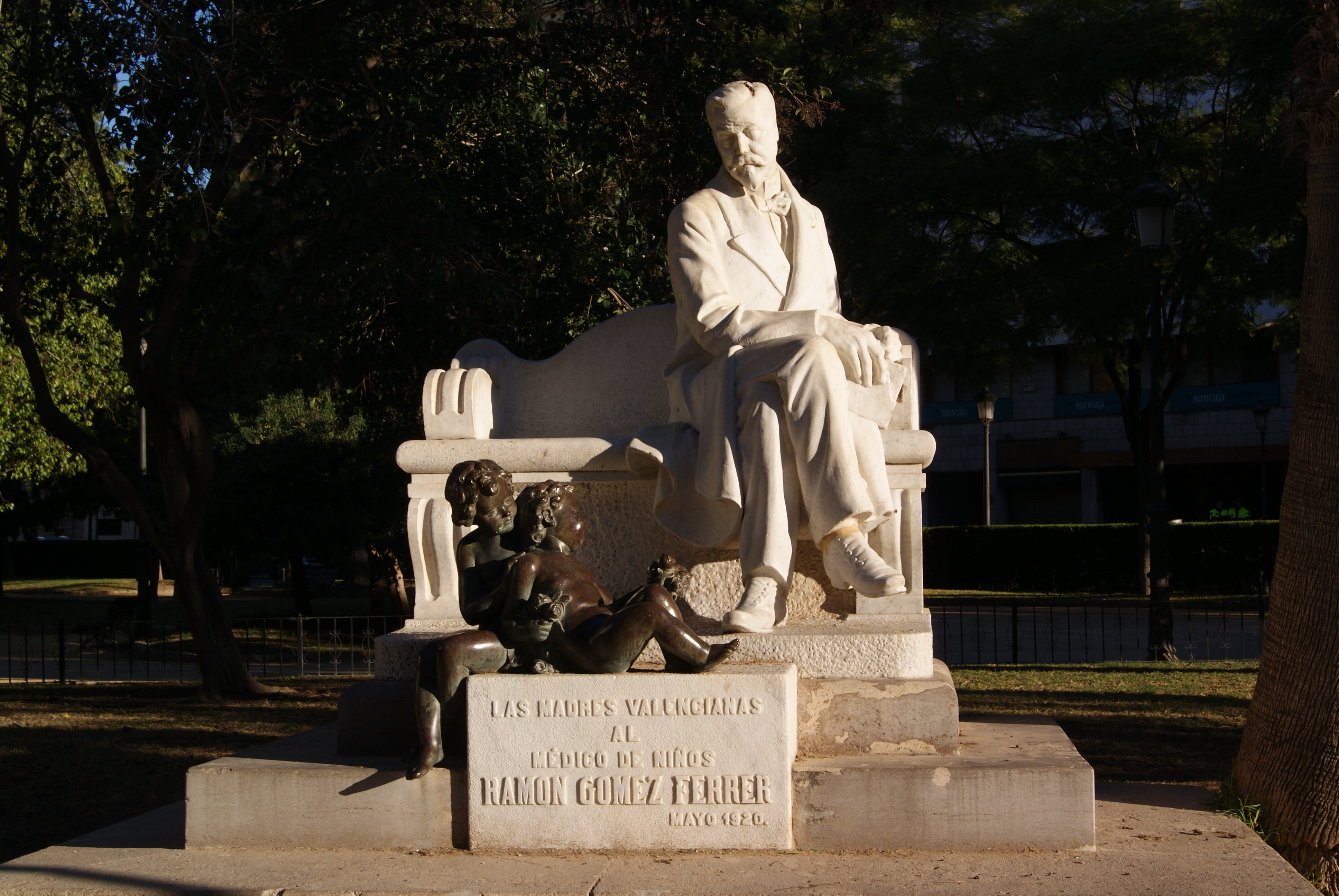
Escultura en memoria del doctor Ramón Gómez Ferrer.

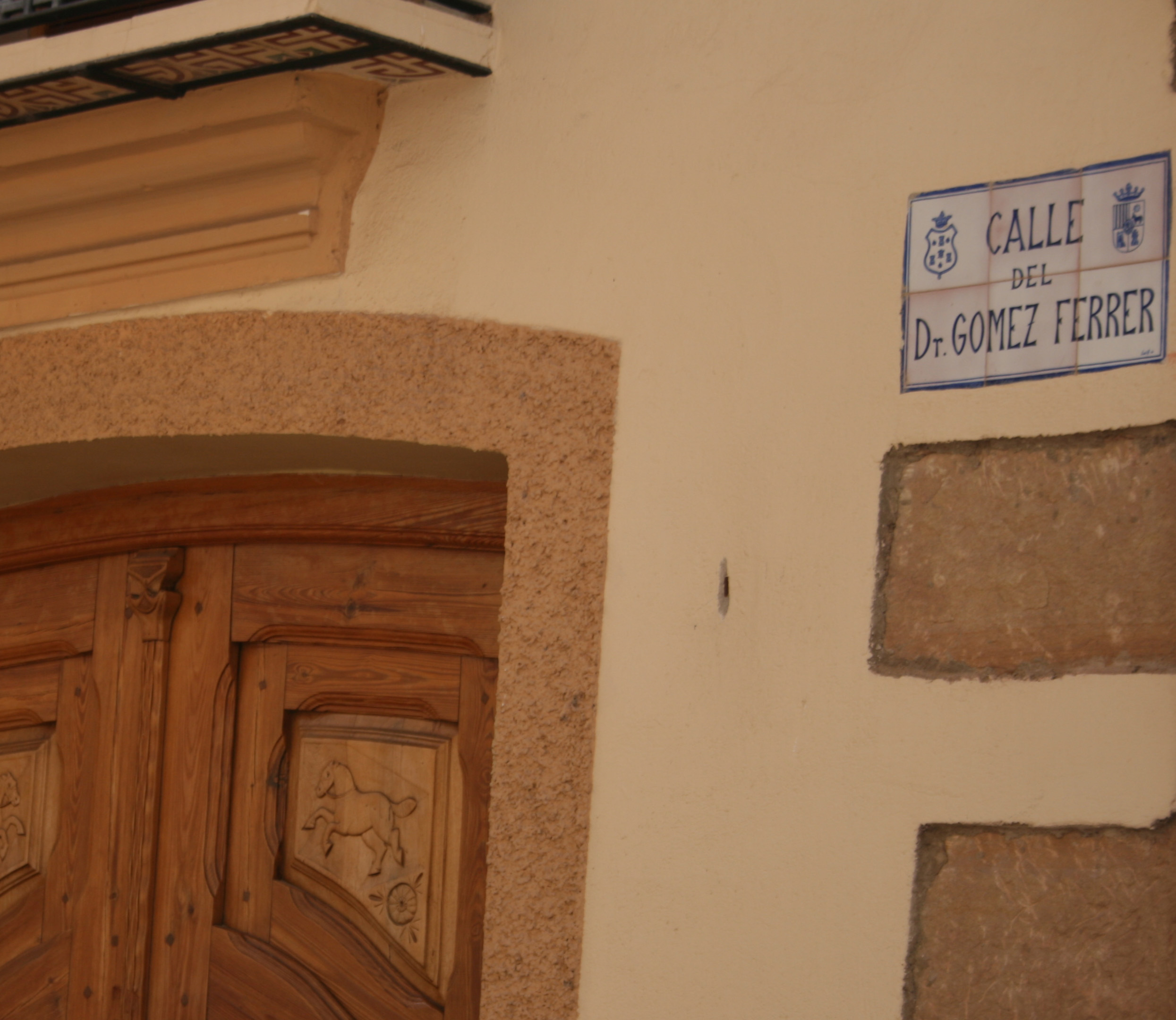
Letrero de la Calle Doctor Gómez Ferrer de Mora de Rubielos.

  - Calle del Doctor Gómez Ferrer, Torrente, provincia de Valencia
  - Calle del Doctor Gómez Ferrer, Mislata 46920, provincia de Valencia
  - Calle del Doctor Gómez Ferrer, Mora de Rubielos 44400, provincia de Teruel

- - Calle del Doctor Gómez Ferrer, Tabernes de Valldigna 46760, Valencia
  - Calle del Doctor Gómez Ferrer, Tabernes Blanques 46016, Valencia
  - Calle del Doctor Gómez Ferrer, Picaña 46210, Valencia
  - Calle del Doctor Gómez Ferrer, Valencia 46010, Valencia
  - Calle del Doctor Gómez Ferrer, Pobla Llarga 46670, Valencia
  - Calle del Doctor Gómez Ferrer, Benetúser 46910, Valencia
  - Calle del Doctor Gómez Ferrer, Cullera 46940, Valencia
  - Calle del Doctor Gómez Ferrer, Utiel 46300, Valencia
  - Calle del Doctor Gómez Ferrer, El Castellar 44409, provincia de Teruel
  - Calle del Doctor Gómez Ferrer, Paiporta 46200, Valencia
  - Calle del Doctor Gómez Ferrer, Godelleta 46388, Valencia
  - Calle del Doctor Gómez Ferrer, Chirivella 46950, Valencia
  - Calle del Doctor Gómez Ferrer, Lugar Nuevo de la Corona 46910, Valencia
  - Calle del Doctor Gómez Ferrer, Gata de Gorgos 03740, provincia de Alicante
  - Calle del Doctor Gómez Ferrer, Sagunto 46520, Valencia
  - Calle del Doctor Gómez Ferrer, Picasent 46220, Valencia
  - Calle del Doctor Gómez Ferrer, Buñol 46360, Valencia
  - Calle del Doctor Gómez Ferrer, Cuart de Poblet 46930, Valencia
  - Calle de Gómez Ferrer, Onda (Castellón) 12200, Castellón
  - Calle de Gómez Ferrer, Oliva 46780, Valencia
  - Calle de Gómez Ferrer, Moncada 46113, Valencia
  - Calle de Gómez Ferrer, Sueca 46410, Valencia[3]

- Avenidas:
  - Avenida Doctor Gómez Ferrer, Alfafar 46910, Valencia
  - Avenida Doctor Gómez Ferrer, Catarroja 46470, Valencia
  - Avenida Doctor Gómez Ferrer, Sedaví 46910, Valencia

- Plazas:
  - Plaza de Gómez Ferrer, Vall de Uxó 12600, Castellón
  - Plaza de Gómez Ferrer, Burjasot 46100, Valencia
  - Plaza de Gómez Ferrer, Enguera , 46810, Valencia

- Parques:
  - Parque del Doctor Gómez Ferrer, Requena, Valencia

## 150 Aniversario de su nacimiento
Con motivo del 150 aniversario de su nacimiento se celebraron distintos homenajes para recordar su figura:
- El día 18 de diciembre el Instituto de Historia de la Medicina y de la Ciencia López Piñero ofreció una conferencia bajo el título El Dr. Ramón Gómez Ferrer (1862-1924) y el nacimiento de la pediatría en Valencia.
- El 21 de diciembre de 2013 el Ayuntamiento de Valencia descubrió una lápida conmemorativa en la que fue su última vivienda y donde ejerció su profesión.
- El 23 de diciembre de 2013 se celebró una misa en su honor coincidiendo con el 150 aniversario de su Bautismo.
- En febrero de 2013 el Instituto de Historia de la Medicina y de la Ciencia López Piñero celebró un ciclo de cine y conferencias en su honor bajo el título "Infancia Salud y Enfermedad"
- En febrero de 2013 Baltasar Torralba Rull publica el libro Ramón Gómez Ferrer. Cronología de una vida dedicada a la infancia.
- El 18 de abril de 2013 El Ayuntamiento de Mora de Rubielos, siendo Alcalde Francisco Javier Báguena Bueso, aprueba por unanimidad en el pleno municipal el nombramiento de Hijo Adoptivo de la Villa de Mora de Rubielos al Dr. Gómez Ferrer.
- El 25 de abril de 2013 el Consejo de Gobierno del Consorcio Hospital General Universitario (Valencia), a propuesta del Presidente, aprueba darle a una de las aulas del nuevo Edificio de Ciencias de la Salud el nombre del Dr. Gómez Ferrer.